# Poecilurus
Poecilurus es un género obsoleto de aves paseriformes pertenecientes a la familia Furnariidae que agrupaba a especies nativas de América del Sur. Actualmente, con base en evidencias genéticas, la mayoría de las autoridades incluyen estas especies en el género Synallaxis.

## Especies
Agrupaba a 3  especies, ahora incluidas en Synallaxis, cuyos sinónimos son:
- Poecilurus candei
- Poecilurus scutata
- Poecilurus kollari